# Haut-commissariat du Cameroun au Royaume-Uni
Le haut-commissariat du Cameroun au Royaume-Uni est la représentation diplomatique de la république du Cameroun au Royaume-Uni de Grande-Bretagne et d'Irlande du Nord, située à Londres, la capitale du pays. 
Une manifestation a eu lieu devant l'ambassade en 2013 à la suite du meurtre du militant camerounais des droits des homosexuels, Eric Lembembe. Cela a conduit à plusieurs autres protestations au Cameroun, en particulier dans la région du Sud.

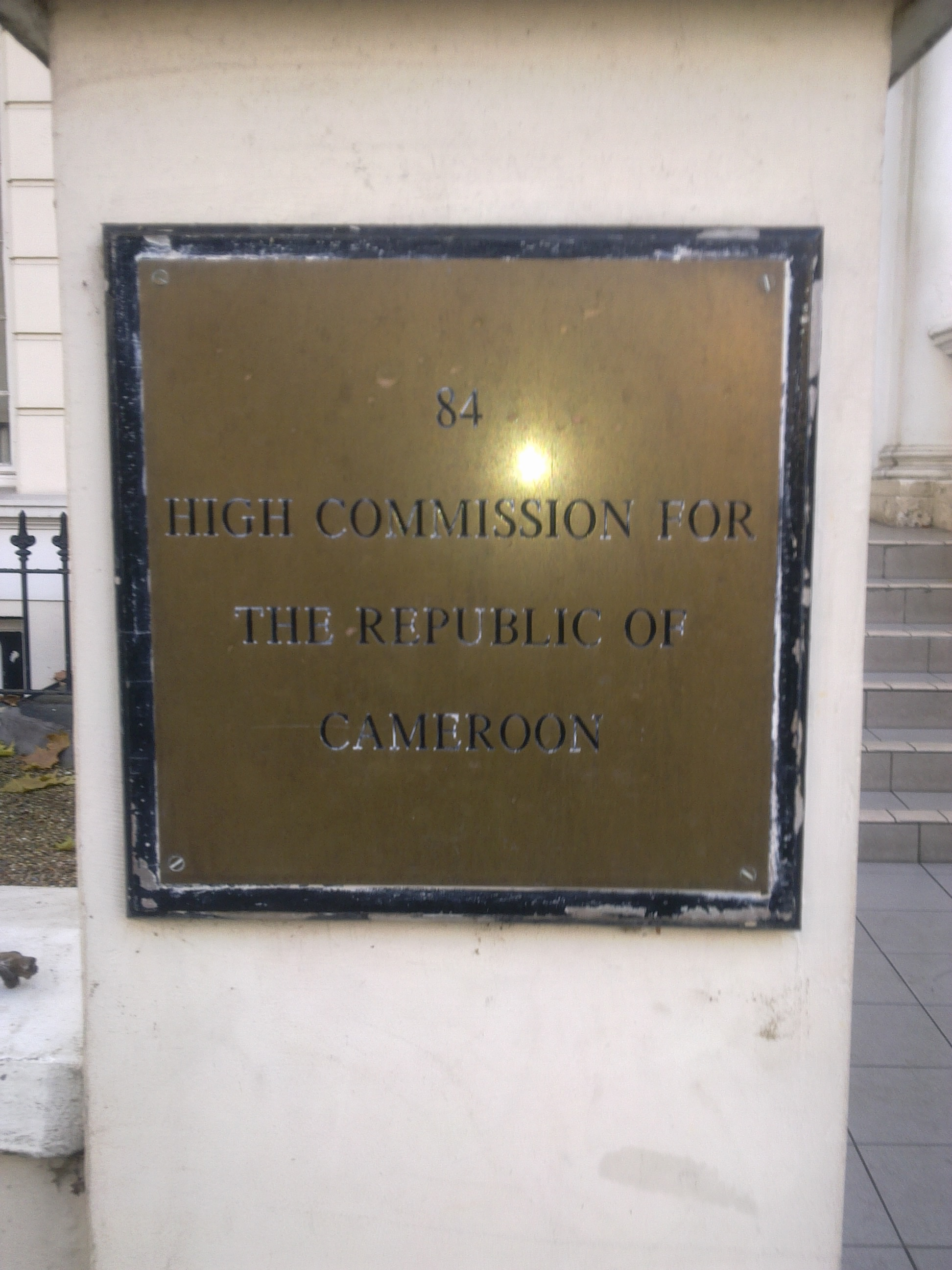
Plaque à l'extérieur du Haut-commissariat.

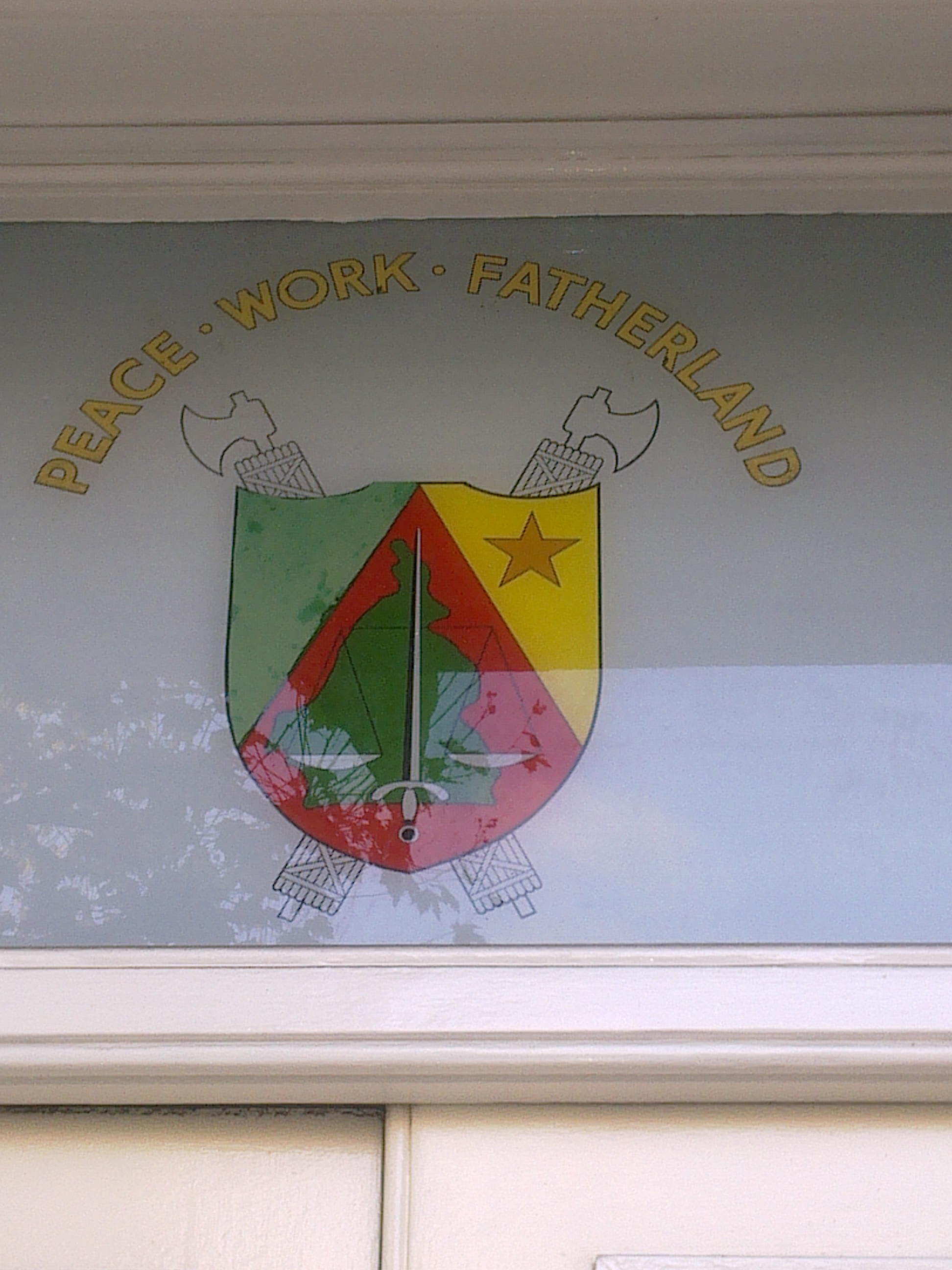
Les armoiries du Cameroun au-dessus de l'entrée.

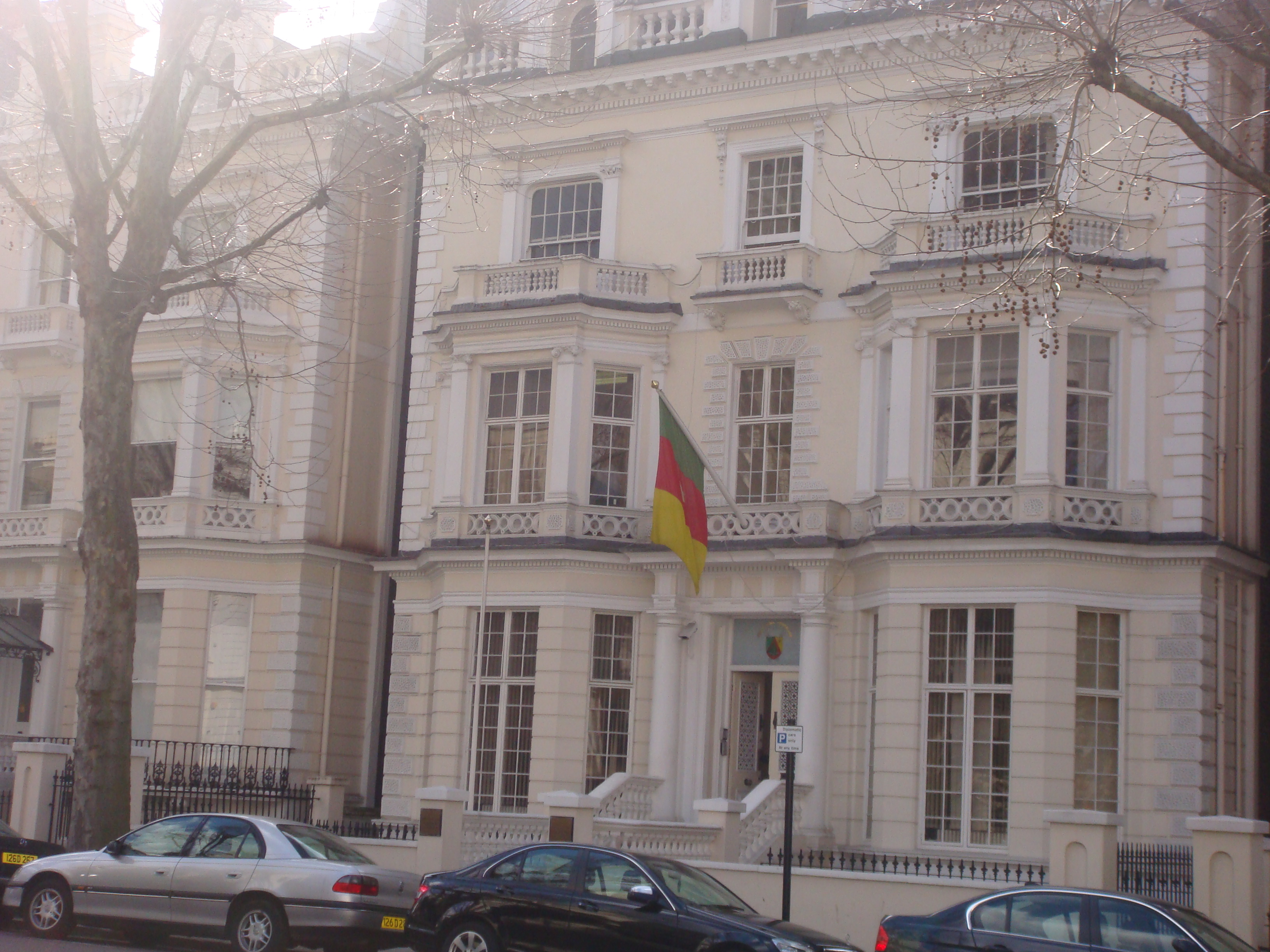
Le Haut Commissariat.